# 鲁迪·拉鲁索
鲁道夫·A·拉鲁索（英語：Rudolph A. LaRusso，1937年11月11日—2004年7月9日），美国NBA联盟前职业篮球运动员。他在1959年的NBA选秀中第2轮第10顺位被明尼阿波利斯湖人选中。2004年死于帕金森症。